# 云南球子草
云南球子草（学名：Peliosanthes yunnanensis）为天门冬科球子草属的植物，是中国的特有植物。分布在中国大陆的云南省等地，生长于海拔1,300米至1,800米的地区，常生于林中，目前尚未由人工引种栽培。
其种加词 yunnanensis 意为“云南的”。